# 田上駅
田上駅（たがみえき）は、新潟県南蒲原郡田上町大字田上にある、東日本旅客鉄道（JR東日本）信越本線の駅である。

## 歴史
- 1943年（昭和18年）9月22日：鉄道省（国有鉄道）の田上信号場として開設[2]。
- 1946年（昭和21年）6月5日：仮駅として、乗降の取り扱いを開始。乗車券の発売は行わず[3]。
- 1949年（昭和24年）5月28日：駅に昇格し、田上駅開業[1][2]。
- 1970年（昭和45年）10月1日：荷物の扱いを廃止[2][4]。駅員無配置駅となり[5]、簡易委託化[6]。
- 1987年（昭和62年）4月1日：国鉄分割民営化により、JR東日本の駅となる[2]。
- 2005年（平成17年）4月：湯田上温泉旅館協同組合との簡易委託契約を解除したのに伴い、駅業務は無人化され、売店も閉店。
- 2006年（平成18年）
  - 1月21日：ICカード「Suica」の利用が可能となる[7]。
  - 5月8日：待合室内に「田上駅あじさい売店」が開店。

## 駅構造
相対式ホーム2面2線を有する地上駅である。両ホームは跨線橋によって連絡している。
新津駅が管理する無人駅である。1番線に面する駅舎には、簡易Suica改札機、乗車駅証明書発行機、飲料自動販売機、トイレなどが設けられている。
改札口横の待合室内には、売店と立ち食いそば店を兼ねる「田上駅あじさい売店」がある。湯田上温泉旅館協同組合の運営により、2006年（平成18年）に開店した。冷凍麺を使用しているが、つゆや具材などは同温泉の「ホテル小柳」が供給している。なお、「あじさい売店」では駅業務の受託は行っていない。また、2005年（平成17年）までは簡易委託駅で、駅舎南側のスペースには湯田上温泉旅館協同組合が運営する売店が設けられ、近距離乗車券（常備券）の発売業務も行われていた。

### のりば
| 番線 | 路線      | 方向 | 行先       |
| ---- | --------- | ---- | ---------- |
| 1    | ■信越本線 | 上り | 東三条方面 |
| 2    | ■信越本線 | 下り | 新津方面   |

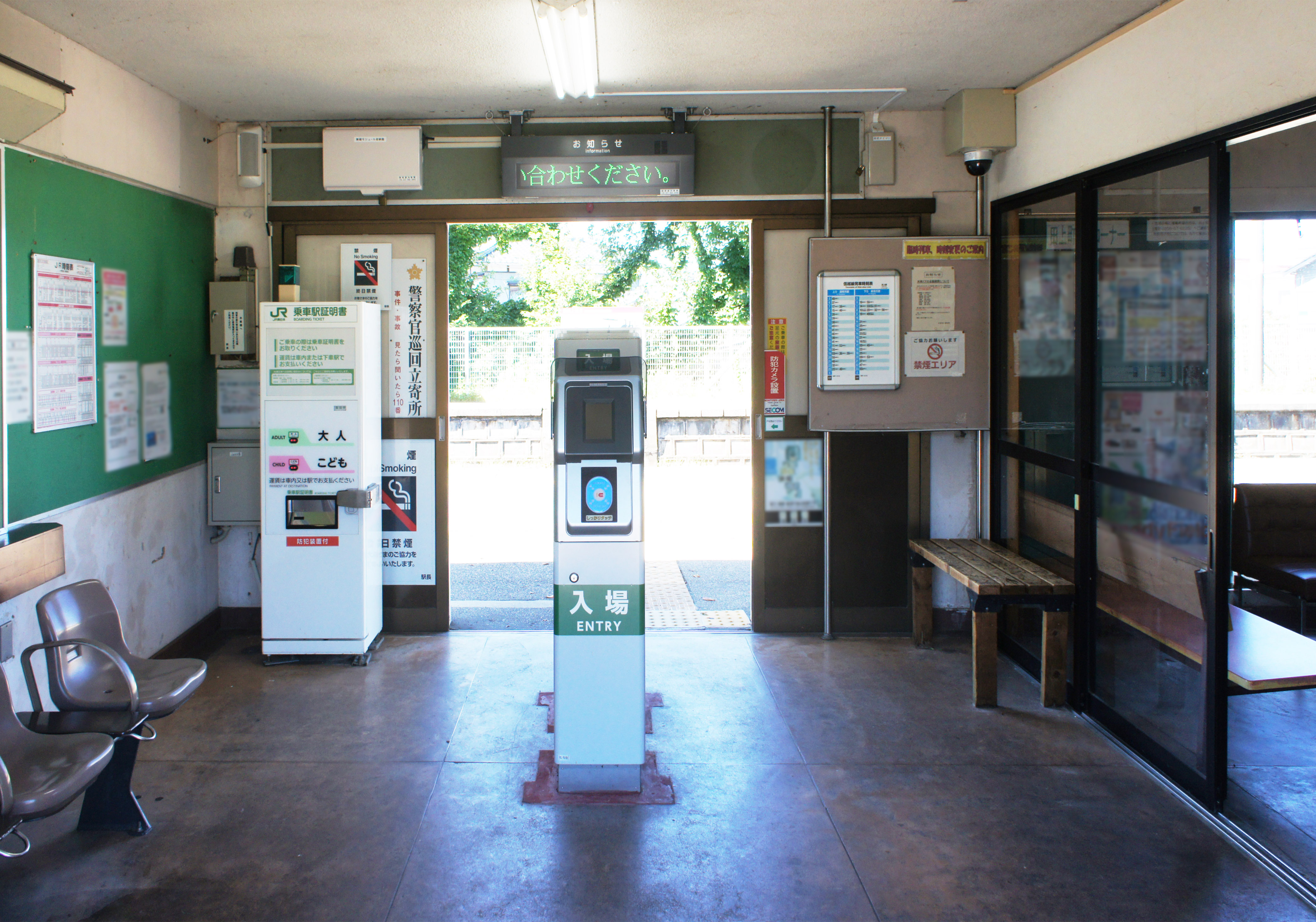
改札口（2021年9月）
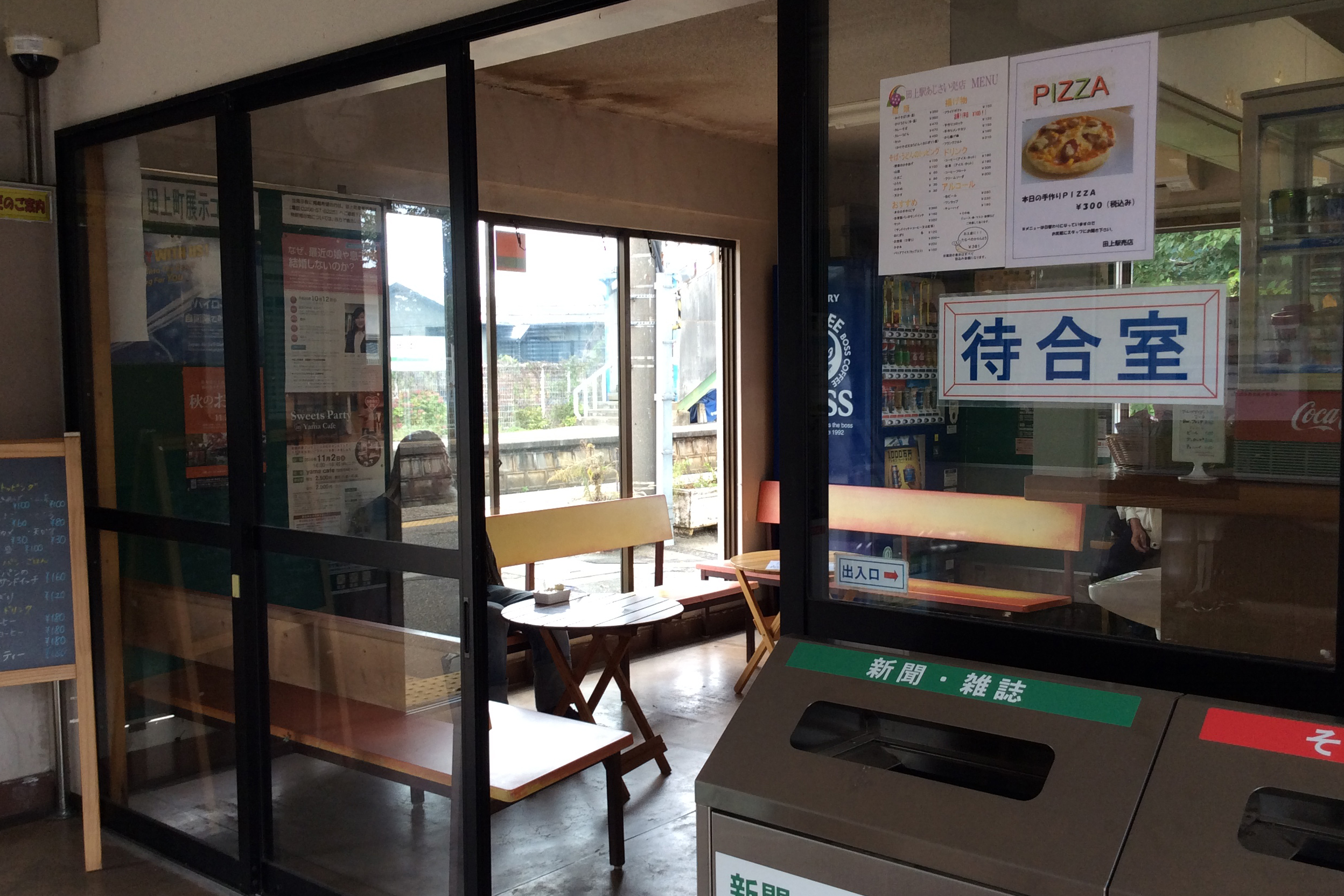
あじさい売店（2014年10月）
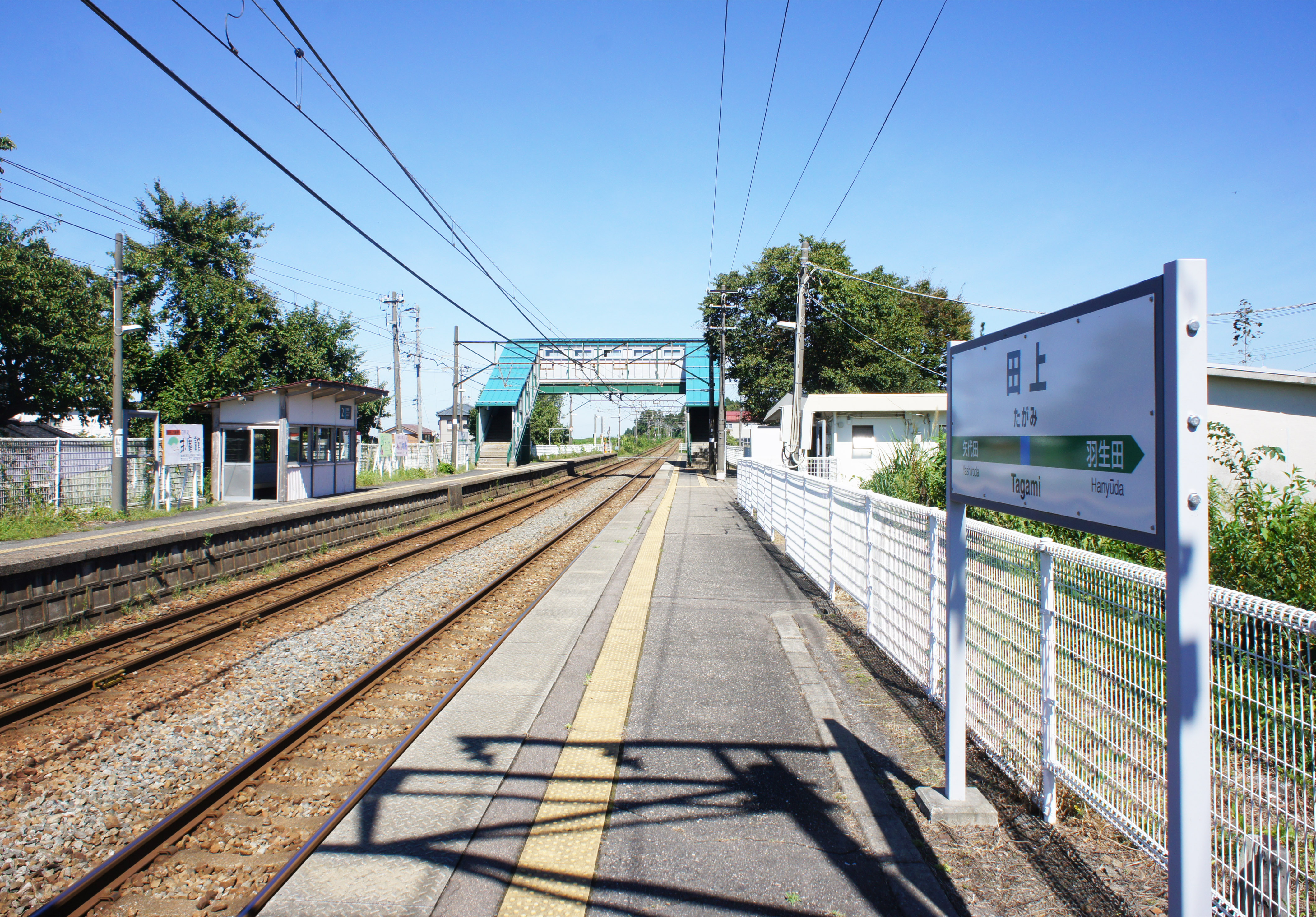
ホーム（2021年9月）

## 利用状況
JR東日本によると、2000年度（平成12年度）- 2003年度（平成15年度）の1日平均乗車人員の推移は以下のとおりであった。
| 乗車人員推移       | 乗車人員推移     | 乗車人員推移 |
| 年度               | 1日平均 乗車人員 | 出典         |
| ------------------ | ---------------- | ------------ |
| 2000年（平成12年） | 404              | [ 9 ]        |
| 2001年（平成13年） | 407              | [ 10 ]       |
| 2002年（平成14年） | 389              | [ 11 ]       |
| 2003年（平成15年） | 407              | [ 12 ]       |

## 駅周辺
駅前は古くからの集落、駅裏側は新興住宅地となっている。湯田上温泉の最寄りは当駅、町役場の最寄りは隣の羽生田駅となる。なお、駅前広場にはタクシーが常駐している。
- 国道403号
- 新潟県道55号新潟五泉間瀬線
- 湯田上温泉
- 湯田上カントリークラブ
- 護摩堂山
  - あじさい園

## バス路線
新潟交通観光バスの加茂市中心部方面への路線バス、および新潟市南区内で運行されている南区区バス（レインボーバス）のうち、白根地区南部の庄瀬・茨曽根地域に至る「東部コース」1路線が駅前に設置された「田上駅前」バス停に乗り入れている。このほか、町の予約型乗合タクシー「ゴマンド号」の乗降場所となっている。
- 駅前（国道403号沿い）
  - 【新潟交通観光バス】加茂（穀町・幸町）
  - 【新潟交通観光バス】ごまどう湯っ多里館
- 駅舎正面
  - 【レインボーバス】（東部コース）庄瀬・茨曽根

## 隣の駅
東日本旅客鉄道（JR東日本）
■信越本線
■快速
通過
■普通
羽生田駅 - 田上駅 - 矢代田駅